# エドワード三世 (戯曲)

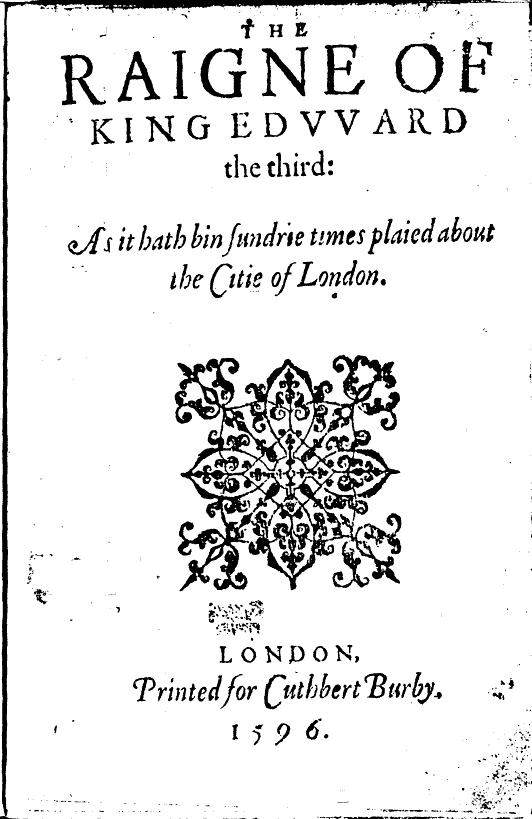
1596年の最初の四折版の表紙

『エドワード三世』（エドワードさんせい、The Reign of King Edward the Third）は、ウィリアム・シェイクスピア作と言われることが多いエリザベス朝演劇の戯曲。最初の出版は1596年で、作者は匿名だった。しかし、18世紀になって一部をシェイクスピアが書いたのではないかという提起がなされ、論争となった。
現在では少なくとも一部はシェイクスピアによって書かれているという説が主流である。共著者の候補としてはトマス・キッドがあげられている。
この芝居にはスコットランドやスコットランド人に対するからかいが見受けられる。このため、1598年にジョージ・ニコルソンが怒ってバーリー卿ウィリアム・セシルに送った、ロンドンの演劇におけるスコットランド人の描写に抗議する手紙の原因はこの作品ではないかと考える批評家もいる。もしこれが正しければ、スコットランド国王ジェームズ6世が1603年にイングランドの王位を継承した後に発行されたシェイクスピアの初めての戯曲集であるファースト・フォリオに本作が含まれなかったことも説明がつく。

## 登場人物

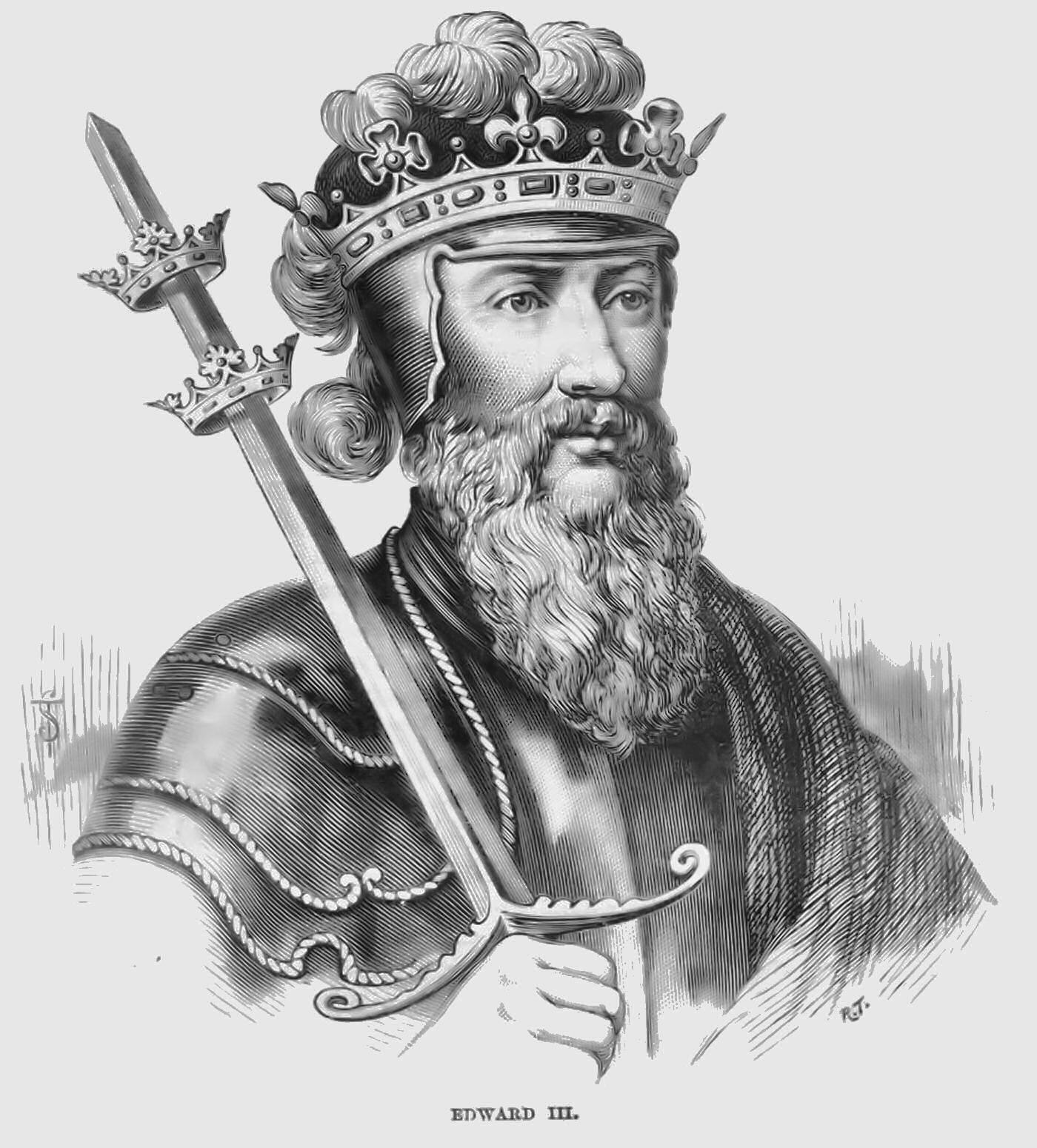
エドワード三世（『Cassell's History of England - Century Edition』1902年のイラスト）

- イングランド王エドワード三世（EDWARD THE THIRD, King of England）
- ウェールズ公エドワード（EDWARD, Prince of Wales） - その息子。
- ウォリック伯（Earl of WARWICK）
- ダービー伯爵（Earl of DERBY）
- ソールズベリー伯（Earl of SALISBURY）
- オードリー卿（Lord AUDLEY）
- パーシー卿（Lord PERCY）
- ロドウィック（LODOWICK） - エドワード三世の秘書。
- サー・ウィリアム・モンタギュー（Sir WILLIAM MOUNTAGUE）
- サー・ジョン・コプランド（Sir JOHN COPLAND）
- 二人の従者（Two ESQUIRES）、伝令（a HERALD）、イングランド人（English）
- アルトワ伯ロベール（ROBERT, styling himself Earl, of Artois）
- モンフォール伯（Earl of MONTFORT）
- ゴバン・ド・グラース（GOBIN DE GREY）
- フランス王ジャン（JOHN, King of France）
- シャルル（CHARLES）とフィリップ（PHILIP） - その息子。
- ロレーヌ公（Duke of LORRAIN）
- ヴィリエ（VILLIERS） - フランスの貴族。
- ボヘミア王（King of BOHEMIA） - ジャン王の援軍。
- ポーランド人隊長（A POLISH CAPTAIN） - ジャン王の援軍。
- カレーの六人の市民（Six CITIZENS of Calais）
- 隊長（A CAPTAIN）
- 貧しい住民（A POOR INHABITANT）
- 別の隊長（Another CAPTAIN）
- 水夫（A MARINER）
- 三人の伝令（Three HERALDS）
- 他の四人のフランス人（Four other FRENCHMEN）
- スコットランド王デイヴィッド（DAVID, King of Scotland）
- ダグラス伯（Earl DOUGLAS）
- 二人の使者（Two MESSENGERS） - スコットランド軍。
- フィリッパ（PHILIPPA） - エドワードの王妃。
- ソールズベリー伯爵夫人（Countess of SALISBURY）
- フランス人女性（A FRENCH WOMAN）
- 貴族たち（Lords）、従者たち（Attendants）、伝令（Heralds）、士官たち（Officers）、兵士たち（Soldiers）、他

## あらすじ

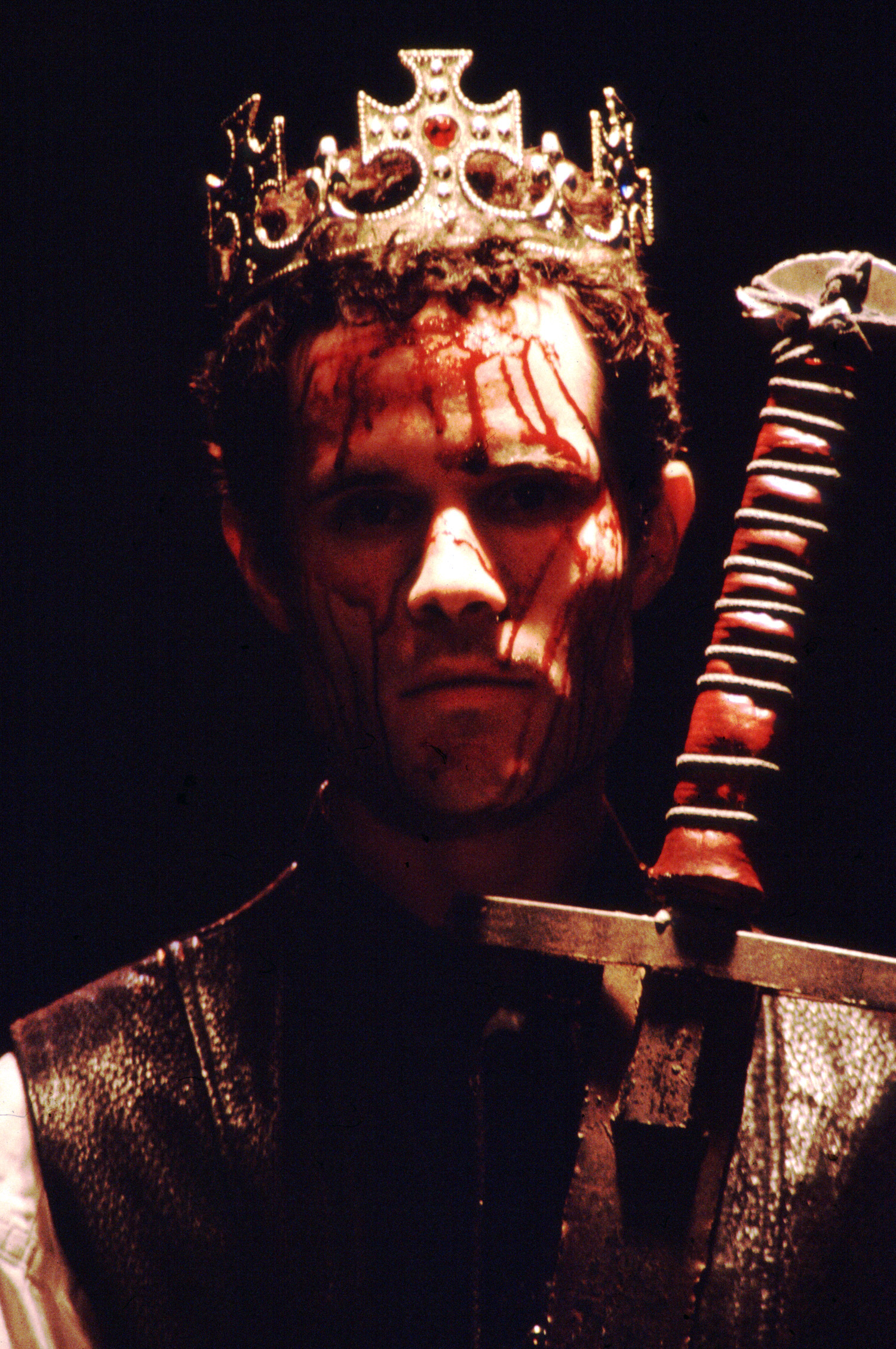
2001年、パシフィック・レパートリー・シアターが実施した、プロの劇団による『エドワード三世』のアメリカ初演。エドワード黒太子をデヴィッド・メンドルソンが演じる。

『エドワード三世』は2つの部分から成っている。1つは、エドワード三世とソールズベリー伯爵夫人の話である。もう1つは、百年戦争のきっかけとなったイングランドとフランスの戦争である。
エドワード三世はアルトワ伯より、エドワードがフランス先王の正統な世継ぎであるときかされる。フランスの大使が到着し、エドワードに新しいフランス王に従うよう進言するが、エドワードはそれを拒み、自分の権利を主張する。別の使者が到着し、スコットランド人がイングランドの北にある城を包囲していると伝える。エドワードはまずスコットランドの問題のほうに対処すると決める。この城にはソールズベリ伯ウィリアムの妻である美女ソールズベリ伯夫人がいた。エドワードの軍が到着し、暴れ回っていたスコットランド軍は逃げてしまう。エドワードは一目でソールズベリ伯夫人に惹かれ、求愛をはじめる。夫人は王をはねつけるが、王は引き下がらない。夫人が命を賭けて夫への貞節を誓ったため、エドワードは最終的に恥じ入って自らの罪を認め、愛を諦める。エドワードは自らの権利を守り、王としての責任を果たすことに努力しようと心に決める。
芝居の第二部には、『ヘンリー五世』を思わせる場面がいくつかある。エドワードはフランスの自軍に合流し、フランスの王位を要求して闘う。エドワードとフランス王はクレシーの戦いの前に互いの要求を議論する。エドワード王の息子である黒太子エドワードがナイトの位を授かり、戦いに赴く。若き息子の命が危険にさらされてもエドワード王は助け船を出さない。黒太子エドワードはボヘミア王を打ち負かして武功をあげる。イングランド軍が戦いに勝ち、フランス軍はポワティエに逃げる。エドワード王は黒太子にフランス軍を追わせ、自らはカレーの包囲を行う。
ポワティエでは黒太子は軍勢の数で劣り、苦しい状況に陥る。場面はフランスとイングランドの陣営の間を移り変わり、イングランド軍の絶望がフランス軍の傲岸に対比される。黒太子エドワードは思索にふけった後、圧倒的な不利をはねかえしてポワティエの戦いに勝利する。王子はフランス王をも捕らえる。
カレーでは市民がエドワード王に降伏せざるをえないと気付く。エドワードは市民のうち主導的な者6名を処罰のため送り出すよう求める。エドワードの妻フィリッパ王妃が到着し、市民を許すよう王を説得する。サー・ジョン・コプランドはエドワードのところに戦闘で捕虜となったスコットランド王を連れてくる。使者が到着し、エドワードにイングランドがブルターニュを確保したと伝える。しかしながらエドワード黒太子がポワティエで敗北したようだという知らせのため勝利の味わいは薄れ、王は復讐を宣言する。そこにエドワード黒太子が勝利の知らせを持って現れ、捕虜となったフランス王を連れてくる。イングランド軍は勝利してカレーに入る。

## 材源
シェイクスピアのほとんどの歴史劇同様、ラファエル・ホリンシェッドの『年代記（Chronicles）』が材源で、他に、ジャン・フロワサールの『年代記』も使われている。 ロジャー・プライアーは、この芝居の著者はハンズドン卿の蔵書にあったフロワサールを読んでおり、ハンズドンによる注釈の書き込みを引用している可能性があると主張している。一方、シェイクスピアが書いたとされる、エドワード三世がソールズベリー伯爵夫人に言い寄る場面は、ウィリアム・ペインター（William Painter）の『快楽の宮殿（Palace of Pleasure）』の中の『ソールズベリー伯爵夫人（The Countesse of Salesberrie）』がベースとなっている。ペインターの小説では、エドワードは独身で伯爵夫人は未亡人だが、この劇の作者は両人とも結婚しているという設定に変えられて、エドワードは伯爵夫人を手に入れるため、お互いの配偶者を殺すという約束をさせられる。筋は違っているものの、ジョルジオ・メルキオーリはこの劇の作者の言い回しとペインターの言い回しに類似性があることを指摘している。
この芝居は1356年のポワティエの戦いが1346年のクレシーの戦いの直後、カレー包囲戦の前に起こったことにしており、アクションと歴史的な出来事を非常に短く圧縮している。この圧縮のせいで、作劇上、数人の人物をひとりにまとめてしまわないといけないということになっている。この劇中でのフランス王はジャン2世だが、実際はクレシーの戦いにおけるイングランドの敵は先王フィリップ6世であった。他のキャラクターも、その場にいたはずのない出来事に立ち会っているなど、多くは非常に自由に描かれている。初代ソールズベリ伯ウィリアム・モンタギューやモンフォール伯はクレシーの戦いの前に既に死亡していた。サー・ジョン・コプランドはスコットランド王デイヴィッドをとらえ、1346年、クレシーの戦いのすぐ後にカレーに連れて行ったが、同じ場面で言及されているブルターニュでのモンフォール伯の勝利は1364年のオーレの戦いでのことである。

## 作者
『エドワード三世』は1596年に匿名で出版された。しかし、1590年代には匿名での出版は珍しいことではなかった。例えば『タイタス・アンドロニカス』や『リチャード三世』の最初のクォート版は著者名なしで発行されている。『エドワード三世』について、自筆の手稿などは一切現存していない。
シェイクスピア説反対の根拠となっているのは、ジョン・ヘミングス（John Heminges）とヘンリー・コンデル（Henry Condell）が1623年の「ファースト・フォリオ」に『エドワード三世』を含めていないということと、シェイクスピアの初期戯曲の一覧を記したフランシス・ミアズ（Francis Meres）の『知恵の宝庫（Palladis Tamia）』（1598年）に『エドワード三世』が挙げられていないことである。多くの研究家がこの劇はシェイクスピアの執筆能力に値しないと考えていたが、いくつかの文章がシェイクスピアと関係があることはわかっていた。1760年、シェイクスピア編者のエドワード・カペル（Edward Capell）はその著書Prolusions; or, Select Pieces of Ancient Poetry, Compil'd with great Care from their several Originals, and Offer'd to the Publicke as Specimens of the Integrity that should be Found in the Editions of worthy Authorsでこの劇をシェイクスピアが書いたと主張した。しかし、カペルの意見は研究者たちに受け入れられなかった。
近年になって、シェイクスピア研究者たちは新たな視点からこの劇を評価し直し、いくつかの文章はシェイクスピアの初期の歴史劇、たとえば『ジョン王』や『ヘンリー六世』と同じくらい洗練されているという結論した。さらに、『ソネット集』からの直接の引用も見つかった。文体論の分析は、少なくともいくつかの場面はシェイクスピアが書いたという証拠を得た。オックスフォード大学出版局の『オックスフォード版シェイクスピア全集』への「テキストの手引き」の中で、ゲイリー・テイラーは「すべての非＝正典作品のうち、（『エドワード三世』は）全集に含めていいと強く主張する」と述べている。（その後、ウィリアム・モンゴメリー編の『オックスフォード版シェイクスピア全集』第2版（2007年）に『エドワード三世』は含まれた）。メジャーの出版社で最初に『エドワード三世』をシェイクスピア全集に収めたのは、最初にケンブリッジ大学出版（Cambridge University Press）の『ニュー・ケンブリッジ版シェイクスピア』シリーズだった。続いて、『リヴァーサイド版シェイクスピア』も全集に加え、『アーデン版シェイクスピア』にも入っている。ケンブリッジ版の編者ジョルジオ・メルキオーリは『エドワード三世』が正典から外されたのは、劇中のスコットランド人をばかにした描写に対して起こった1598年の抗議のせいだと主張した。メルキオーリによると、1598年4月15日にエリザベス一世のエディンバラの代理人ジョージ・ニコルソンからバーリー卿ウィリアム・セシルに宛てた公衆の動揺について記した手紙の中に、タイトルははっきり述べられていないが、スコットランド人を敵意に満ちて描いた芝居があり、公式でも非公式でもいいので上演禁止にした方がいいと書かれてあり、それでヘミングスとコンデルも忘れたままになっていたのだろうと、これまでにも研究者たちがしばしば主張していたということである。
本作に描かれている出来事や君主は、ヘンリアドや薔薇戦争四部作、『ヘンリー八世』に加えてシェイクスピアの史劇の射程を広げるものであり、これによりシェイクスピアはエドワード3世からシェイクスピアに非常に近い時代の王であるヘンリー8世まで全ての君主を芝居で扱ったことになる。
一部の学者、とくにエリック・サムス（Eric Sams）は、『エドワード三世』が隅から隅までシェイクスピアの作品だと主張しているが、現在のところ、研究者たちの意見は、初期の合作説、わずかな場面のみ書いた説などに割れている。2009年にブライアン・ヴィッカーズは剽窃検知のために作られたコンピュータプログラムで本作を分析した結果、この芝居の40％はシェイクスピア作で他の場面はトマス・キッド(1558–1594)作であろうという研究成果を発表した。ハロルド・ブルームは『リチャード三世』などとの共通性が全く無いという理由で、シェイクスピアがこの芝居を書いたという説を否定している。

### 著者推定の一覧
- ジョージ・ピール（George Peele）説 - タッカー・ブルック（1908年）
- クリストファー・マーロウにロバート・グリーン&ジョージ・ピール&トマス・キッドが協力した説 - J・M・ロバートソン（J. M. Robertson）（1924年）
- マイケル・ドレイトン（Michael Drayton）説 - E・A・ジェラルド（1928年）およびH・W・クランデル（1939年）
- ロバート・ウィルソン（Robert Wilson）説 - S・R・ゴルディング（1929年）
- トマス・キッド説 - W・ウェルズ（1940年）とG. ランブレヒツ（1963年）
- ロバート・グリーン説 - R：G：ホワース（1964年）
- ウィリアム・シェイクスピア単独説 - エドワード・カペル(1760年)、A・S・ケアンクロス(1935年)、エリオット・スレイター（1988年）、エリック・サムス（1996年）
- ウィリアム・シェイクスピア他1名説 - ジョナサン・ホープ（1994年）
- ウィリアム・シェイクスピアとクリストファー・マーロウ説 - ロバート・A・J・マシューズ&トマス・V・N・メリアム（1994年）
- ウィリアム・シェイクスピアと、マーロウではない作家の誰か説 - ジョルジオ・メルキオーリ（1998年）[3]
- トマス・キッドが60％、シェイクスピアが40％ - ブライアン・ヴィッカーズ[8]

## 上演史

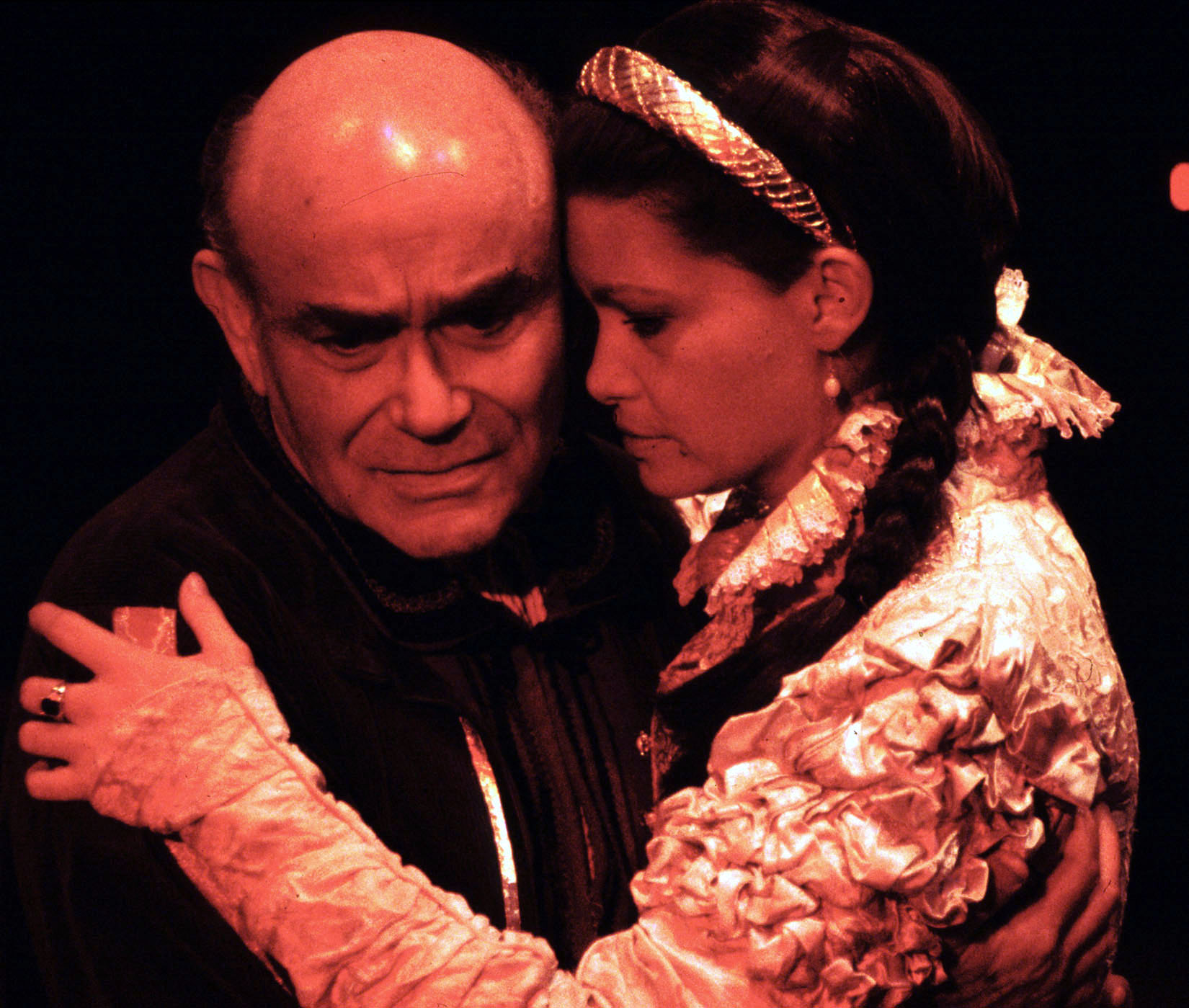
2001年8月、カーメル・シェイクスピア・フェスティヴァルでの『エドワード三世』の上演

20世紀におけるこの芝居の最初の公演は1911年3月6日、ロンドンのリトル・シアターでのものであり、エリザベサン・ステージ・ソサエティが第二幕のみ上演した。この後、BBCが1963年に短縮版でこの芝居を放映している。完全版の上演は1986年にシェイクスピア外典のシーズンの一環としてロサンゼルスで実施されており、1987年にはモールドで上演された。
1998年、ケンブリッジ大学出版局が大手の出版社としてははじめてシェイクスピアの著作としてこの戯曲を刊行し、その少し後にロイヤル・シェイクスピア・カンパニーがこの芝居を上演した。批評は様々であった。2001年にパシフィック・レパートリー・シアターがカーメル・シェイクスピア・フェスティヴァルの一環として、プロの劇団としては初めてアメリカでこの芝居を上演し、好評であった。